# PTEN
PTEN, ген гомологу фосфатази та тензину (англ. Phosphatase and tensin homolog) – білок, який кодується геном PTEN, розташованим у людей на довгому плечі 10-ї хромосоми (10q23). Довжина поліпептидного ланцюга білка становить 403 амінокислот, а молекулярна маса — 47 166. Білок являє собою ліпідну фосфатазу, яка відповідає за регуляцію сигнального шляху PI3K. За рахунок цього стає можливим блокування клітиного циклу в фазі G1 та апоптоз. PTEN є супресором пухлин, негативно активований при багатьох типах злоякісних пухлин та асоційований зокрема з синдромом Коудена, одним з великих симптомів якого є фолікулярний рак щитоподібної залози.
| 10         |  | 20         |  | 30         |  | 40         |  | 50         |
| ---------- |  | ---------- |  | ---------- |  | ---------- |  | ---------- |
| MTAIIKEIVS |  | RNKRRYQEDG |  | FDLDLTYIYP |  | NIIAMGFPAE |  | RLEGVYRNNI |
| DDVVRFLDSK |  | HKNHYKIYNL |  | CAERHYDTAK |  | FNCRVAQYPF |  | EDHNPPQLEL |
| IKPFCEDLDQ |  | WLSEDDNHVA |  | AIHCKAGKGR |  | TGVMICAYLL |  | HRGKFLKAQE |
| ALDFYGEVRT |  | RDKKGVTIPS |  | QRRYVYYYSY |  | LLKNHLDYRP |  | VALLFHKMMF |
| ETIPMFSGGT |  | CNPQFVVCQL |  | KVKIYSSNSG |  | PTRREDKFMY |  | FEFPQPLPVC |
| GDIKVEFFHK |  | QNKMLKKDKM |  | FHFWVNTFFI |  | PGPEETSEKV |  | ENGSLCDQEI |
| DSICSIERAD |  | NDKEYLVLTL |  | TKNDLDKANK |  | DKANRYFSPN |  | FKVKLYFTKT |
| VEEPSNPEAS |  | SSTSVTPDVS |  | DNEPDHYRYS |  | DTTDSDPENE |  | PFDEDQHTQI |
| TKV        |  |            |  |            |  |            |  |            |

A: Аланін

C: Цистеїн

D: Аспарагінова кислота

E: Глутамінова кислота

F: Фенілаланін

G: Гліцин

H: Гістидин

I: Ізолейцин

K: Лізин

L: Лейцин

M: Метіонін

N: Аспарагін

P: Пролін

Q: Глутамін

R: Аргінін

S: Серин

T: Треонін

V: Валін

W: Триптофан